# Alex Matos
Alex Matos es un deportista brasileño que compitió en judo. Ganó una medalla de bronce en el Campeonato Panamericano de Judo de 1999, en la categoría de –100 kg.

## Palmarés internacional
| Campeonato Panamericano | Campeonato Panamericano | Campeonato Panamericano | Campeonato Panamericano |
| Año                     | Lugar                   | Medalla                 | Categoría               |
| ----------------------- | ----------------------- | ----------------------- | ----------------------- |
| 1999                    | Montevideo (Uruguay)    | Medalla de bronce       | –100 kg                 |